# Óleo mineral

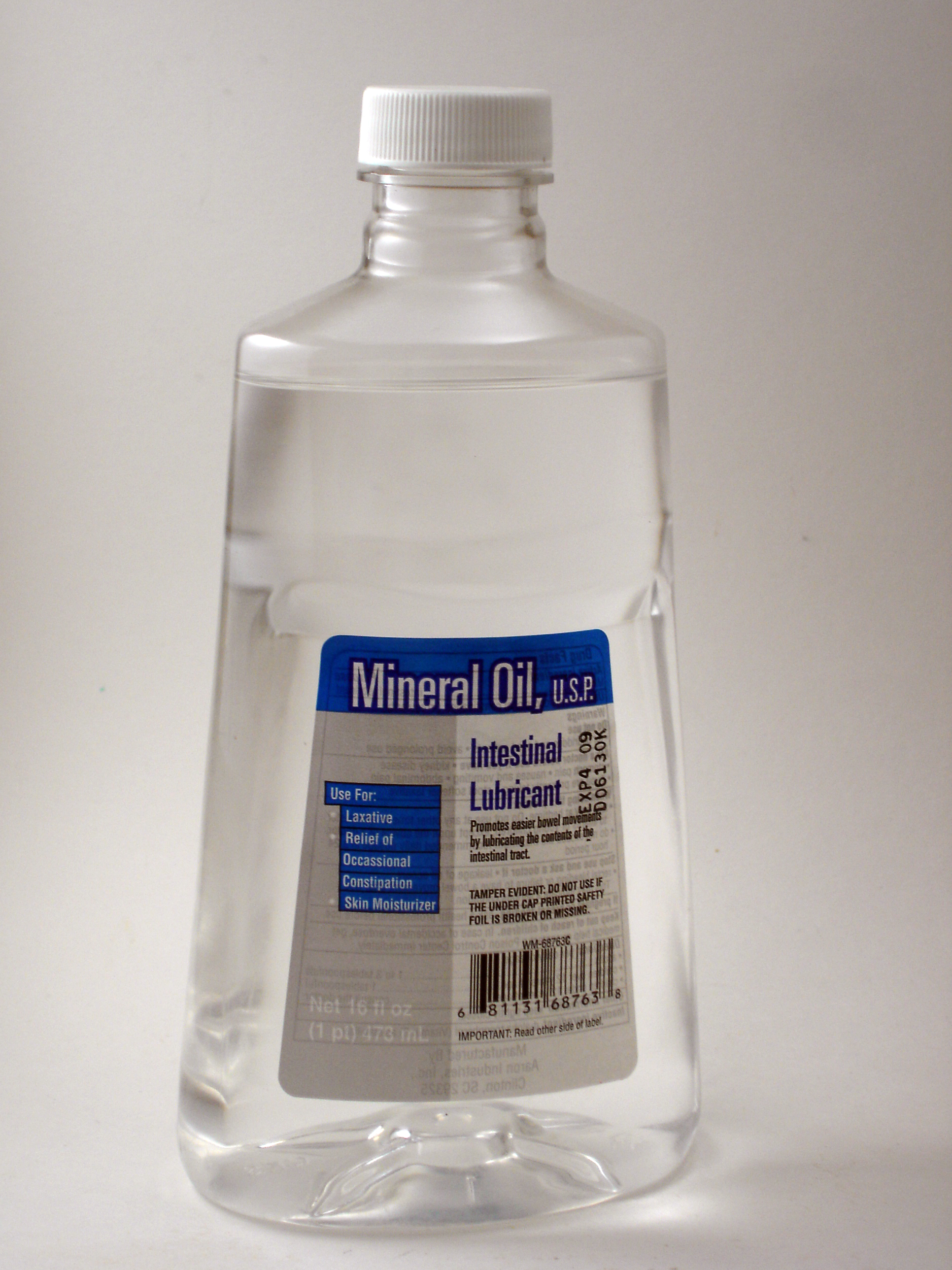
Óleo mineral.

Óleo mineral (também chamado parafina líquida, petrolato líquido pesado, óleo branco ou vaselina líquida) é um produto secundário derivado do crude através do beneficiamento por aditivos. É um óleo transparente, incolor e quimicamente quase inerte. É um produto de baixo custo, produzido em grandes quantidades.

## Tipos
- Óleo mineral parafínico - são relativamente estáveis e resistentes e não podem ser modificados facilmente com influências químicas. Contém em sua composição química hidrocarbonetos de parafina em maior proporção, demonstra uma densidade menor e é menos sensível a alteração de viscosidade/temperatura. A grande desvantagem é seu comportamento em temperaturas baixas: as parafinas tendem a sedimentar-se.
- Óleo mineral naftênico - os naftênicos em geral são usados quando necessitamos produzir lubrificantes para baixas temperaturas. Desvantagem dos naftênicos é sua incompatibilidade com materiais sintéticos e elastômeros.
- Óleo mineral misto - a maioria dos óleos minerais é misturada com base naftênico ou parafínico em quantidades variadas. Existem óleos minerais de grau técnico e de grau medicinal. Possui diversas aplicações, como óleo para refrigeração e isolamento de transformadores elétricos de potência; para transporte e armazenagem de metais alcalinos (evitando a reação destes com a umidade atmosférica); como laxante (ao lubrificar as fezes e não permitindo a absorção excessiva de água nos intestinos); como hidratante (em cremes e loções), lubrificante etc. É também usado em forma de emulsão (mistura de água, sabão e óleo mineral) no combate a pulgões e colchonilhas em plantas.